# Syngrapha borealis
Syngrapha borealis är en fjärilsart som beskrevs av Reuter 1893. Syngrapha borealis ingår i släktet Syngrapha och familjen nattflyn. Inga underarter finns listade i Catalogue of Life.